# Poblado Alonso (Paysandú)
Poblado Alonso, auch als Pueblo Alonzo bezeichnet, ist eine Ortschaft in Uruguay.

## Geographie
Sie befindet sich auf dem Gebiet des Departamento Paysandú in dessen Sektor 6. Poblado Alonso liegt östlich von Merinos und südwestlich von Morató an der Grenze zum Nachbardepartamento Río Negro.

## Einwohner
Für Poblado Alonso wurden bei der Volkszählung im Jahr 2004 13 Einwohner registriert.
| Jahr | Einwohner |
| ---- | --------- |
| 1996 | -         |
| 2004 | 13        |

Quelle: Instituto Nacional de Estadística de Uruguay